# Butterfly (pesem, Kylie Minogue)
»Butterfly« je pesem avstralske pop pevke Kylie Minogue z njenega sedmega glasbenega albuma, Light Years (2000). Pesem sta napisala Kylie Minogue in Steven Anderson, produciral pa jo je DJ Mark Picchiotti. Izšla je kot šesti singl in prvi promocijski singl s pevkinega albuma Light Years.
Pesem je s strani glasbenih kritikov ob izidu prejela predvsem pozitivne ocene, mnogi so jo takoj označili za pesem, ki z albuma najbolj izstopa. Pesem so spomladi 2000 prvič predvajali v Združenem kraljestvu; takrat so predvsem preizkušali, kako se bodo na nov material Kylie Minogue izvali britanski DJ-ji. Na začetku so pesem »Butterfly« nameravali izdati kot četrti singl z albuma Light Years, vendar so zaradi močnega vpliva klubske glasbe v pesmi raje izdali radiju bolj prijazno pesem »Please Stay«. Vseeno pa je Mark Pichotti posnel remix pesmi in ga preko lastne založbe Blue2 (del založbe Blueplate Records) izdal v Združenih državah Amerike, kjer je remix postal uspešnica na Billboardovi glasbeni lestvici plesnih pesmi. Pesem je zasedla štirinajsto mesto na lestvici Billboard Hot Dance Club Play.

## Ozadje in izid
Pesem »Butterfly« so napisali Kylie Minogue in Steve Anderson. Pesem so izdali kot šesti in prvi promocijski singl z albuma Light Years Kylie Minogue (2000). Pesem so na začetku izdali spomladi leta 2000 v Združenem kraljestvu, da bi preizkusili, kako se bodo na material Kylie Minogue odzvali DJ-ji. Na začetku so pesem »Butterfly« nameravali izdati kot četrti singl z albuma Light Years, vendar so zaradi velikega vpliva klubske glasbe v pesmi raje izbrali pesem »Please Stay«. Mark Pichotti je vseeno posnel remix pesmi in ga preko lastne založbe Blue2 (del založbe Blueplate Records) izdal v Združenih državah Amerike.

## Sprejem
Pesem »Butterfly« so glasbeni kritiki ob izidu v glavnem hvalili, veliko pa jih je menilo, da ta pesem z albuma Light Years najbolj izstopa. Novinar revije Digital Spy je pesem pohvalil in napisal, da ima »skrit talent«. Poleg tega je dejal še, da je pesem »'Butterfly' najboljša pesem z albuma in mislim, da bi resnično morala postati singl.«
Pesem je kmalu po izidu postala plesna uspešnica. Zasedla je štirinajsto mesto na lestvici Billboard Hot Dance Club Play.

## Nastopi v živo
Kylie Minogue je s pesmijo »Butterfly« nastopila na naslednjih koncertnih turnejah:
- On a Night Like This Tour
- Showgirl: The Homecoming Tour (video uvod)

## Seznam pesmi
| - Omejena izdaja razširjenega CD-ja s singlom 1. »Butterfly« (radijski remix) - 4:09 2. »Butterfly« (Sandstormov remix) - 7:15 3. »Butterfly« (E-Smooveov remix) - 8:05 4. »Butterfly« (Illicitov remix) - 7:19 5. »Butterfly« (Triscov remix) - 7:50 6. »Butterfly« (Havocov remix) - 7:56 7. »Butterfly« (remix Craiga J.-ja) - 5:41 8. »Butterfly« (Sandstormova verzija) - 9:03 9. »Butterfly« (E-Smooveova verzija) - 8:06 | - CD s singlom 1. »Butterfly« (Sandstormov remix) - 7:15 2. »Butterfly« (E-Smooveov remix) - 8:05 3. »Butterfly« (Illicitov remix) - 7:19 4. »Butterfly« (Triscov remix) - 6:37 5. »Butterfly« (radijski remix) - 4:09 - Gramofonska plošča s singlom 1. »Butterfly« (Sandstormov vokalni remix) - 7:15 2. »Butterfly« (E-Smooveov vokalni remix) - 8:05 3. »Butterfly« (Illicitov remix) - 7:19 4. »Butterfly« (Triscov remix (daljša različica)) - 7:50 |

## Dosežki
| Lestvica (2001)           | Dosežek |
| ------------------------- | ------- |
| Billboard Dance Club Play | 14      |

## Zgodovina izidov
| Država                  | Datum                     | Format                            | Založba           |
| ----------------------- | ------------------------- | --------------------------------- | ----------------- |
| Združene države Amerike | Marec 2001 ali marec 2002 | Omejena izdaja razširjenega CD-ja | Blueplate Records |
| Združene države Amerike | 2001                      | CD, gramofonska plošča            | Blueplate Records |

## Druge opombe
1.^ Pesem »Butterfly« je bila vključena na seznam pesmi z albuma Light Years, ne pa tudi na seznam singlov z albuma.